# Mateu II de Constantinoble
Mateu II (en grec Ματθαῖος Β') va ser patriarca de Constantinoble tres vegades. La primera durant uns dies l'any 1596, la segona de l'any 1598 al 1602, i la tercera durant un breu període el 1603.
Va néixer a Klinovo (Κλινόβῳ), a Tessàlia, i va ser metropolità de Ioànnina. L'any 1596 va succeir al patriarca Jeremies Tranos, però en la seva elecció no hi van ser presents tots els membres del Sant Sínode, i no es va acceptar el seu nomenament. Al cap d'uns vint dies es va veure obligat a dimitir (febrer de 1596) i es va retirar al Mont Atos. Pel mes d'abril de 1598 va ser reelegit, i va governar el patriarcat fins al 1602, quan es va retirar altre cop al Mont Atos.
Pel mes de gener de 1603 va ser cridat un altre cop per dirigir la seu, però va governar només disset dies, segons unes fonts fins a la seva mort, i segons altres es va retirar al Mont Atos o va morir aquell mateix any.
Durant el seu mandat va proclamar santa a Filotea d'Atenes (1522-1589) de la que es celebra la seva festa el 19 de febrer, considerada màrtir i patrona d'Atenes.